# インフィニティブレード
『インフィニティブレード』はKEN+による漫画。隔月刊漫画雑誌『コミックヴァルキリー』（キルタイムコミュニケーション）において2006年から2009年にかけて連載。不死身の魔導戦士ルルと魔法生物ギルが凄惨な戦いに身を投じる、血と暴力のダーク・ファンタジー。

## 概要
剣と魔法と銃火器が混在する戦乱の世界。不死身と呼ばれる魔導戦士ルルは、かつて所属していたスルグト連邦から追われて隣国のザルガスカへ移り、魔法生物のギルを従えてより強い兵器を求めさまよう。そこでシドミール王国の騎士達を成り行きで助け、ルルは彼等と行動を共にすることとなった。
『コミックヴァルキリー』創刊号（2006年7月25日発売）から連載開始。初回のみ「KEN」名義で発表された。本誌の方針の一つである「女性キャラクターが痛めつけられる」場面がとくに暴力的かつ猟奇的に強調された作品になる。四肢切断を含む人体破壊、レイプ、拷問、内臓掻爬、医療行為にさえ激しい苦痛を伴わせ、果ては愛情表現としての加虐に至る。女性キャラクターの絵柄はデフォルメの効いた萌え系と言ってもいいスタイルで、サディスティックな作品傾向とのアンマッチが際立つ。
タイトルロゴは Infinite Blade と綴られており、片仮名の表記と若干異なる。厳密にはInfinite→インフィニットであり、インフィニティ→Infinityが正しい。

## 登場人物
ルル（ルシアス＝ルーセント）
大剣を振るう魔導戦士の少女。薄いグリーンの長い髪を黒のリボンでツインテールにまとめている。不死身と言われているが、それは驚異的な回復力に依存しており、肉体的には常人と変わらず簡単に傷つく。むしろ死ねない分、苦痛は強く長引き、ルルは泣き叫ぶことになる。ギル以外の者とは打ち解けず、アイ達の事はもっぱら利用対象として見ている。逃亡の過程でかつての仲間であるスルグト軍の兵士を多数殺害しており、スルグト軍に捕らえられたら公開処刑される身であるが、軍内部にも魔法生物やオーガといった人外の存在の中には今なおルルを慕う者もいる。
ギル
ルルに仕える魔法生物、TD（シンクディフェンダー）。ルルの鎧となり、ルルに飛行能力を与える。体内にルル用の武器を多数収納している。高い防御力を誇るが燃費も悪く、長らく封印されていたが、現在はルルが持つ無限の生命力を糧に稼動している。自立型で言葉を喋り、他者と交流を持とうとしないルルの行く末を懸念している。
エイリアス（ルーシア＝ルーセント）
ルルを殺そうと付けねらう少女。姿かたちはルルとそっくりで超回復力も同じだが、遥かに単純な快楽主義のサディスト。「エイリアス」はルルが付けたあだ名。ルルの妹を名乗るがルルは認めていない。
ザイ
エイリアスが使うTD。知能においてギルより劣り、性能面でも様々な欠陥を持つ。
琥珀（こはく）
コボルドチャンプの娘。外見的には犬耳と尻尾のついた少女。エイリアスに忠誠を誓って以来ひどい扱いを受け続けているが、それでも忠義の心は変わらない。
アイ（アイリス＝ドラグ＝シドミール）
シドミール王国の特務騎士。3人の仲間とともに任務を遂行する。4人の中では一番の短身で、装備は旧タイプのスクール水着に酷似している。思い込みが強く、ギルをしてルル以上の自己中と言わしめた。自国中心主義の正義感に染まっており、そのような自分にいささかの疑問もない。ルルをシドミール王国の伝説の勇者だと考え、崇め奉る。
マオ
シドミール王国の魔導書士。補助魔法や特殊効果のある魔法を使い、遠距離支援にも長ける。口数は少ない方。ルルのことは信用していない。ギルの力を借りて超長距離からの砲撃を行なうことがあるが、そのたびギルにセクハラされている。
カナ
シドミール王国の魔導医士。治療を行なう。優しく献身的な眼鏡っ娘だがドジっ娘でもある。
サラ
シドミール王国の猟兵銃士。銃火器の専門家。さばけた性格で、ルルとも忌憚なく接する。貧乳。
プー太
アイ達のマスコット。直立しても人間の膝程度までの高さしかない小型の生物で、喋ることはないが、言われたことは理解しているかのように振舞う。
サーシャ
かつてルルが指揮していた「スルグトの吸血部隊」T24の現隊長。ルルの元部下だが、ルルと戦い勝利することを望んでいた。
アレックス
サーシャが使用する高性能TD。ルルがT24の隊長だった頃はルルが使用しており、敵対する立場になってもルルへの敬意を失ってはいない。
シュナイダー教授
スルグト軍の兵器開発に携わる。彼がルルの脳内に術を施したことで、ルルは教授の前では絶対服従の奴隷となってしまう。暴力に歯止めが効かない類のサディストである教授にとって、どんなに肉体を破壊しても再生するルルは大のお気に入りであり、ルルが軍を去ったことをひどく恨んでいる。
シモーヌ
シュナイダー教授に仕えるメイド。オッドアイで、全身につぎはぎの痕跡がある。マゾヒスト。教授の暴力を一身に受けることを願い、教授のお気に入りであるルルの殺害を企む。
アッシュ
オーガの女性。オーガとしては小柄だが、それでも身長は2.5mある。ルルと出会い、虚飾を排し実戦に徹した戦い方をルルに伝授した。

## 用語
TD（シンクディフェンダー）
魔法生物とも呼ばれる防御型の兵器で、装着者の防御力を向上させる。
TA（シンクアム）
TDと同じく攻撃型の兵器で、武器の形を取る。
CC（キャストカード）
特殊な効果を持つカードで、TD・TAと同じ原理で動作する。これの使い手はキャスターと呼ばれる。
陰鉄（いんてつ）
金属の一種で、これが存在する場所では魔法生物はその形態を保てず無力化される。CCも使えなくなる。ただし陰鉄キャンセラという装備で、その効果を相殺することが可能である。

## 単行本
- 1巻 2007年8月30日発売/2007年9月3日発行 ISBN 978-4-86032-441-4 第1話（32ページ）をオールカラーで収録
- 1巻限定版（通常版と同時発売） ISBN 978-4-86032-440-7
  - ドラマCD付き。キャスト：ルル - 植田佳奈、ギル - 杉田智和、エイリアス - 川澄綾子、ザイ - 大橋隆昌
- 2巻 2008年2月29日発売/2008年3月10日発行 ISBN 978-4-86032-542-8
- 3巻 2009年5月27日発売/2009年6月1日発行 ISBN 978-4-86032-754-5